# تعالوا لنذهب جميعا للردهة
تعالوا لنذهب جميعا للردهة (المعروف أيضا بأسم العرض الدعائي الأول متعدد الالوان للمرطبات.) وهو إعلان موسيقي متحرك صدر عام 1957 من إنتاج استوديوهات Filmack وإخراج ديف فليشر. ويتم تشغيل الإعلان قبل ان يبدأ الفيلم الرئيسي أو في مابين فترة الاستراحة.

## المحتوى
يتألف الفيلم من ست لقطات; وأكثر ما يمكن تمييزه هو انه يصور أربعة عناصر غذائية متحركة. وهي عبارة عن: (حلوى أو علبة علكة، و فشار، وحلوى، ومشروب غازي، ابتداءً من اليسار إلى اليمين.) وهي تغني وتتجه إلى جهة اليسار، وفي مقدمة الإعلان تظهر صور لأنعكاس ظل الجمهور من امام الشخصيات المتحركة، مما يشكل وهمًا بالعمق، وهو أسلوب شائع في الغالب. وفي مشهد لاحق، يتم تصوير مجموعة من أربعة مستهلكين وهم يستمتعون بالمواد الغذائية المشتراة 
وتم إنشاء أغنية الفيلم لتحمل نفس لحن «لن نكون في المنزل حتى الصباح» و «صعد الدب الى قمة الجبل (الاغنية)» و «لأنه صديق طيب ومرح» و «يذهب مالبور الى الحرب (اغنية باللغة الفرنسية)» نشرت حوالي عام 1709. ويعد هذا اللحن مجهول المصدر ومن الممكن ان يسبق الاغاني المذكورة اغاني أخرى، وكان معروفًا بما فيه الكفاية في أوائل القرن التاسع عشر لاستخدامه في معركة انتصار ويلينجتون (1813) بواسطة لودفيج فان بيتهوفن.
ويظهر دانيال إيجان بالقول: «انه مع كلماتها البسيطة والمتكررة والرسوم المتحركة الانسيابية، تتمتع تعالوا نذهب جميعا للردهة بجاذبية سحرية اليوم كما كانت عليه قبل خمسين عامًا.»  وأشار أيضًا إلى أنه بمجرد اختيارهم عدم تصوير العناصر المعروضة، يتجنب بذلك صناع الفيلم استخدام الأسماء التجارية للمنتجات المعروضة للبيع.

## الخلفية والتاريخ
تأسست استوديوهات فيلماك ومقرها شيكاغو في عام 1919 على يد إيرفينغ ماك، والتي تعرف اصلا بأسم شركة فيلماك الدعائية، وتخصصت الشركة في إنتاج النشرات الإخبارية والمواد الترويجية لدور العرض. ويصنف الفيلم تقنيًا على انه snipe، والتي ترمز إلى أنه مادة تظهر على شاشة العرض دون أن تكون جزءً من العرض المسرحي نفسه، ويشمل ذلك المواد الإعلانية، والعروض الدعائية لما سيتم عرضه وإلتماس استحسان الحضور، والإشعارات المتعلقة بكشك الوجبات الخفيفة الخاص بدار السينما. وبحلول الخمسينيات من القرن الماضي، كانت مبيعات كشك الوجبات الخفيفة تمثل جزءًا كبيرًا من إيرادات دور السينما. وقد تولت استوديوهات فيلماك عمل سلسلة من الاعلانات الدعائية تهدف إلى جذب انتباه الحضور حول كشك الوجبات الخفيفة التي تم تركيبه حديثًا. :137وكان Let's All Go to the Lobby أحد هذه الافلام الدعائية.
واشرف ديف فلايشر على تحريك الفيلم الدعائي، وعملت استوديوهات فيلماك على انتاجه. وعرف فلايشر على أنه صانع هذا الفيلم الدعائي القصير حسب قائمة إصدارات استوديوهات فيلماك. والتي ذكرت أن «الاعلانين الدعائية تم إنتاجهما حصريًا لأستوديوهات فيلماك بواسطة ديف فلايشر. . .».
ولا توجد تفاصيل دقيقة حول مساهمته في العمل، ولا يزال باقي طاقم الإنتاج مجهولو الهوية. ومن المحتمل ان الإنتاج قد بدأ في عام 1953،  ولكن يعتقد روبي ماك (المالك في وقت لاحق لإستوديوهات فيلماك) أن العمل قد اكتمل في حوالي عام 1955، ويقدر تاريخ النشر عادةً إلى عام 1957. وقد اعتبرت سجلات الإنتاج الأصلية انها مفقودة; وقد باعت استوديوهات فيلماك فلمها لشتى أصحاب المسارح وسمحت لهم باستخدام الفيلم الذي مازالت تملك حقوقه.
كتبت كلمات الفيلم من قبل جاك تيلار.

## تراث
واصلت فيلماك بيع نسخ من الفيلم في العقود التي تبعت إنتاجه. وتقدر الشركة أن 80٪ من المسارح المستقلة قد عرضت الفيلم على مراحل نختلفة، ومن الارجح أن يكون الفيلم هو الفيلم الدعائي الأكثر مشاهدة. وفي عام 2000، وقع الاختيار على الفيلم الدعائي (Let's All Go to the Lobby) للمحافظة عليه في السجل الوطني للأفلام من قبل مكتبة الكونغرس لكونه «بالغ الاهمية من الناحية الثقافية والتاريخية والجمالية».

### في الثقافة الشعبية
في عام 2013، أعيد استخدام فكرة الفيلم الدعائي في إعلان تجاري لشركة جيكو; اذ تترك الاربع مواد الغذائية المجموعة بعد انتهاء ادائهم ويتحدث كل منهم على هواتفهم المحمولة عن جداولهم وأدائهم. وتظهر شخصية على شكل سحلية (نوع من الزواحف) ويعاتبهم على استخدام هواتفهم المحمولة أثناء عرض الفيلم. وتعتذر المواد الغذائية للمشاهدين وتعود إلى المشهد في الاتجاه المعاكس حيث يغنون «دعونا كلنا نصمت هواتفنا المحمولة».
وكثيرًا ما كانت مقاطع امتيازات الغناء محل سخرية في إعلانات العقد الأول من القرن الحادي والعشرين. وتشمل هذه مكانا في 2006 لـ شيبوتل مكسيكي جريل حيث يحاول بوريتو الانضمام إلى الشخصيات،  ومكاناً في 2011 لمهرجان ترالسينمائي حيث تم التعبير عن الشخصيات كأفراد عصابات عن طريق فريق آل سوبرانو،  ومكانا أيضا في إعلان شركة جيكو في عام 2013، حيث يتم معاتبة الشخصيات لتحدثهم على هواتفهم المحمولة. كما تم تزييفها أيضًا في وسائل الترفيه الدارجة بما في ذلك العرض المتأخر مع ديفيد ليترمان، وعائلة سمبسون ،  و فيلم ليغو 2: الجزء الثاني ،  وتشمل أيضا الرسوم الخيالية للمسارح، و أنتجت ليونزغيت انترتينمنت نسخة من العروض الدعائية تحت عنوان الحجر الصحي، لتواكب العروض التقديمية الخاصة بلأفلام التي تم عرضها عبر الإنترنت أثناء جائحة فيروس كورونا.
و يمكن الاستماع إلى هذا الإعلان لفيلم سباحة الكبار الذي يطلق عليه فيلم اكوا تين هنجر فورس كولون للمسارح .

## الهوامش